# Camors
Camors (bret. Kamorzh) to miejscowość i gmina we Francji, w regionie Bretania, w departamencie Morbihan.
Według danych na rok 1990 gminę zamieszkiwało 2375 osób, a gęstość zaludnienia wynosiła 64 osoby/km² (wśród 1269 gmin Bretanii Camors plasuje się na 251. miejscu pod względem liczby ludności, natomiast pod względem powierzchni na miejscu 173.).